# Шаваноз
Шаваноз (фр. Chavanoz) насеље је и општина у источној Француској у региону Рона-Алпи, у департману Изер која припада префектури Вјен.
По подацима из 2011. године у општини је живело 4306 становника, а густина насељености је износила 522,57 становника/km². Општина се простире на површини од 8,24 km². Налази се на средњој надморској висини од 237 метара (максималној 245 m, а минималној 188 m).

## Демографија
| 1962. | 1968. | 1975. | 1982. | 1990. | 1999. | 2011. |
| ----- | ----- | ----- | ----- | ----- | ----- | ----- |
| 1.382 | 1.935 | 2.350 | 3.834 | 3.900 | 3.954 | 4.306 |

График промене броја становника у току последњих година